# Chloe Cherry
Chloe Cherry (anglès: Elise Jones)  (Lancaster, 23 d'agost de 1997) coneguda anteriorment com a Chloe Couture, és una actriu, ex-actriu porno i model estatunidenca. Va començar la seva carrera pornogràfica el 2015 amb Hussie Models i va aparèixer en més de 200 pel·lícules pornogràfiques. Va fer el seu debut com a actriu a la sèrie de televisió d'HBO Euphoria interpretant a Faye.
Cherry va néixer el 23 d'agost de 1997 a Lancaster, Pennsilvània, on també es va criar, i va descriure la seva educació com "molt conservadora i avorrida". A l'escola secundària, va treballar en l'anuari de la seva escola, llegia els anuncis matiners i va dirigir breument una banda.
El 2015, una setmana després de complir 18 anys, es va traslladar de Lancaster a Miami per convertir-se en una actriu pornogràfica amateur, amb el nom artístic de Chloe Couture. Va signar amb l'agència de modelatge pornogràfic Hussie Models, on va estar representada per Riley Reynolds, abans de traslladar-se a Los Angeles i signar amb Spiegler Girls. El 2017, va canviar el seu nom artístic de Chloe Couture a Chloe Cherry a causa de la confusió entre ella i una altra Chloe Couture. El 2019, havia protagonitzat més de 200 pel·lícules pornogràfiques i es va fer popular a la pàgina pornogràfica Pornhub. Al principi de la pandèmia de la COVID-19, va començar a utilitzar principalment OnlyFans per vendre contingut pornogràfic.
El 2022, Cherry va fer el seu debut com a actriu a la segona temporada de la sèrie d'HBO Euphoria amb el paper recurrent de Faye, una prostituta drogodependent. Abans d'aparèixer al programa, Cherry va fer una paròdia pornogràfica d'Euphoria, en la qual interpretava a Jules, amb la seva companya actriu porno Jenna Foxx.
El creador i director d'Euphoria, Sam Levinson, va enviar més tard a Cherry un correu electrònic demanant-li una audició per al paper d'Ami, una stripper i addicta a les drogues, després de convertir-se en fan seva a Instagram pel seu sentit de l'humor. Després de dues audicions virtuals, Cherry va audicionar en persona per a Levinson a Los Angeles i se li va donar el paper de Faye. Cherry va ser mencionada per la crítica com un dels descobriments de la segona temporada.
El gener de 2022, Cherry va signar un contracte amb l'agència de models britànica Anti-Agency London. Va debutar a la pista el febrer de 2022, modelant per a LaQuan Smith durant la Setmana de la Moda de Nova York. El març de 2022, va anunciar que havia acabat amb la indústria del porno. Protagonitzarà la pel·lícula dramàtica de ciència-ficció www.RachelOrmont.com, escrita i dirigida per Peter Vack, i la pel·lícula de comèdia dramàtica Tuna Melt, escrita i dirigida per Eddie Huang.